# 端庄
端庄是一种着装和举止方式，旨在避免鼓励他人产生性吸引力。“端庄”（modesty）一词来自拉丁语单词modestus，意即“保持适度”。